# Isabelle Courteau
Pour les articles homonymes, voir Courteau.
Isabelle Courteau est une poète québécoise, née à Shawinigan, le 5 octobre 1960.
Elle a étudié à l'Université du Québec à Montréal, puis à l'Université de Montréal, où elle a terminé une maîtrise en littérature.
Elle est directrice générale et artistique du Festival de la poésie de Montréal, qu'elle a fondé en 1999 avec la collaboration de Bernard Pozier, de Denise Brassard, de Jean-François Nadeau et de Stéphane Despatie.
Elle a remporté en 2015 le prix de poésie Lèvres urbaines pour son implication exemplaire dans la diffusion de la poésie, ainsi que le prix Henri-Tranquille, pour la promotion de la littérature de langue française.

## Publications
- Isabelle Courteau (préf. Jacques Brault), L'Inaliénable, Montréal, Éditions de l'Hexagone, 1998 (lire en ligne), p. 86[3]
- Isabelle Courteau, Mouvances, Montréal, Éditions de l'Hexagone, 2001 (lire en ligne), p. 96[4].
- Isabelle Courteau, Ton silence, Montréal, Éditions de l'Hexagone, coll. « L'appel des mots », 2004 (lire en ligne), p. 72[5].
- Isabelle Courteau, À la lisière du monde, Trois-Rivières, Écrits des Forges, 2017 (lire en ligne), p. 60.